# Список найстаріших дерев

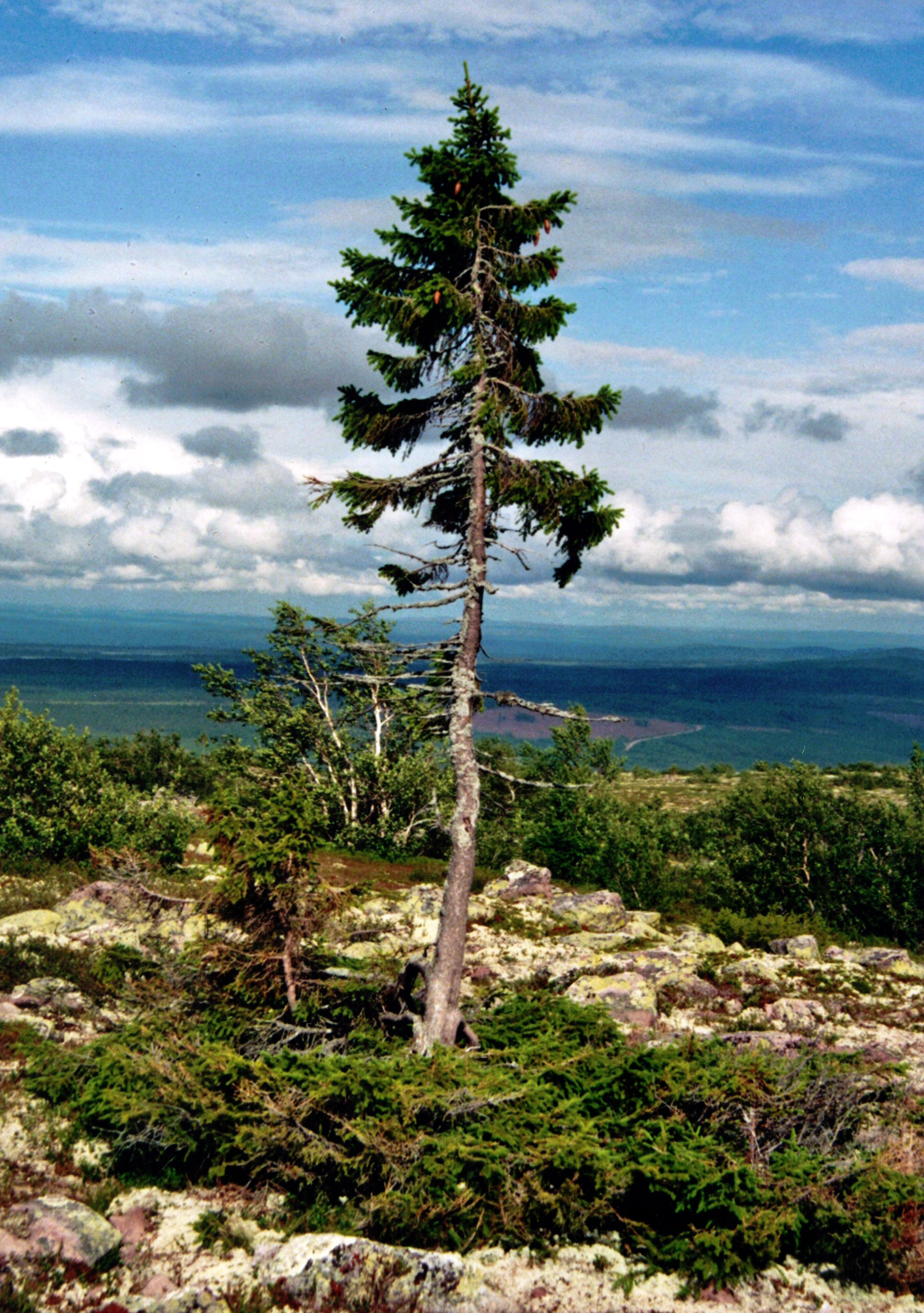
Старий Тікко

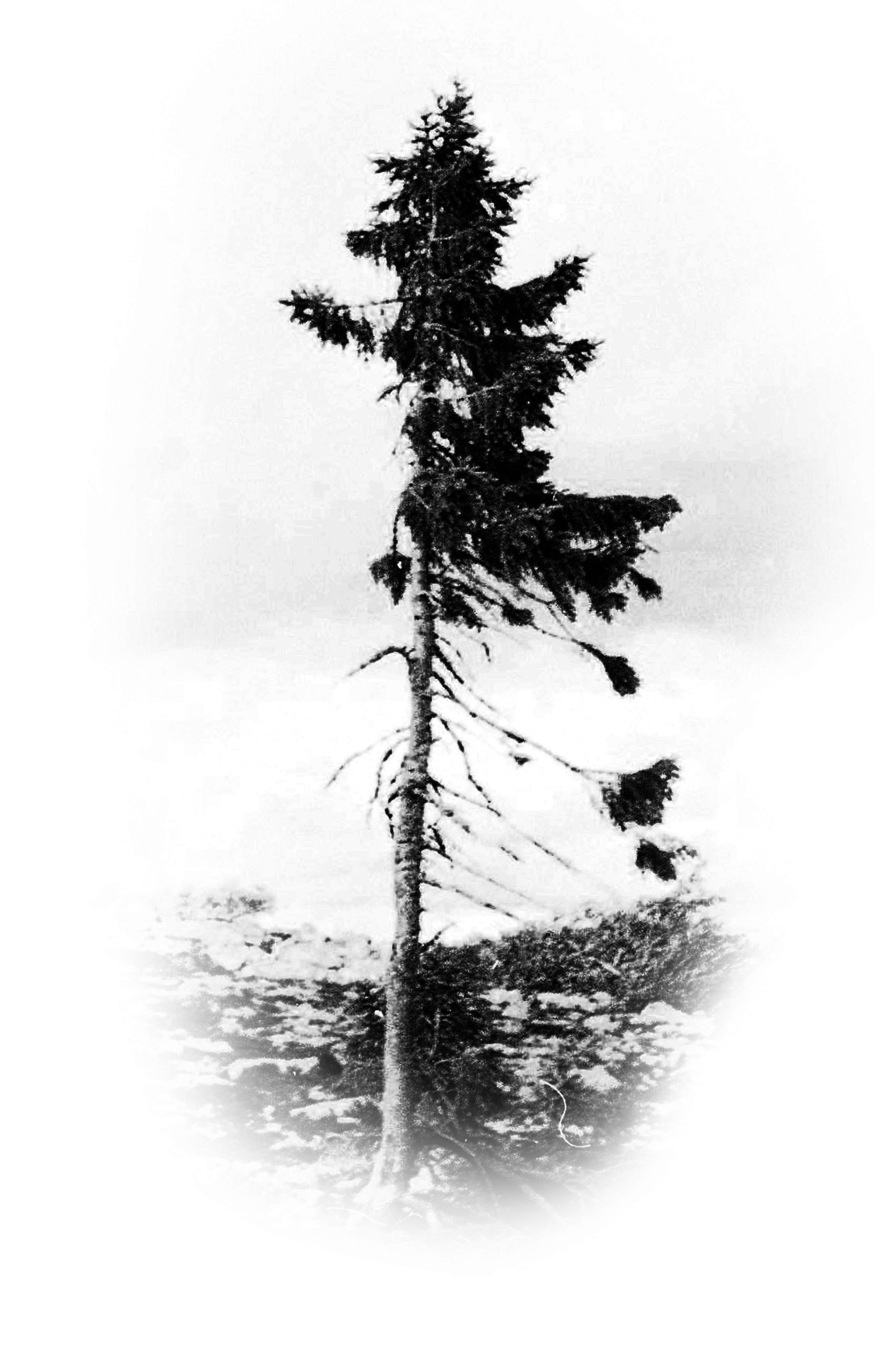
Старий Тікко— ялина європейська віком 9550 років. Знаходиться в національному парку Фулуф'єлет, Швеція, провінція Даларна. Ця ялинка вважається найстарішим клональним деревом на планеті

Список найстаріших дерев планети, які будуть описані тут у вигляді таблиці з урахуванням віку, таксономічної номенклатури і офіційної назви (якщо така є). Рекордсменами рослинного неклонального життя є Pinus longaeva. Вік окремих дерев цього виду становить більше 5000 років. Даний список складається з трьох таблиць, в яких представлені дерева, відсортовані за віком і видами. Перша таблиця перераховує дерева, для яких мінімальний вік було визначено безпосередньо: або шляхом підрахунку річних кілець і їх перехресним датуванням, або за допомогою радіовуглецевого аналізу. Слід зазначити, що багато з перерахованих дерев можуть бути набагато старші зазначеного в таблиці віку, але уточнити його не можливо, внаслідок того, що найбільш стара деревина в центрі стовбура згнила. У цьому випадку визначення віку проводилося шляхом оцінки розмірів дерева і передбачуваних темпів зростання. Подібні випадки перераховані в третій таблиці. У другій таблиці наведено клональні колонії, що є, по суті, генетичними копіями одного організму — предка, який розмножується тільки вегетативно. У подібних колоніях окремі індивідуальні рослини можуть бути досить молоді, але сам вихідний організм достатньо старий.

## Неклональні дерева з достовірним віком
Дерева довгожителі, які розмножені статевим шляхом і продовжують вегетацію, незважаючи на зрілий вік (деякі дерева проросли з насіння до будівництва Єгипетських пірамід і вегетують досі). Найбільша популяція таких довгожителів росте в Білих Горах (Каліфорнія).
| Ім'я                   | Дата проростання | Вік (років) /дата смерті, рік/ | Вид                                                | Місцезнаходження                                           | Примітки |       |
| ---------------------- | ---------------- | ------------------------------ | -------------------------------------------------- | ---------------------------------------------------------- | --- | ----- |
|                        | 3049 р. до н. е. | 5063                           | Сосна довговічна Pinus longaeva                    | Гора Вілер, Невада, США                                    | Найстарше (живе) дерево на планеті. | [ 2 ] |
| Прометей (WPN-114)     | 2898 р. до н. е. | 4862 /1964 рік/                | Сосна довговічна Pinus longaeva                    | Гора Вілер, Невада, США                                    | Зрубано в 1964 році студентом дендрологом Едмундом Шульманом.                                                                                           |       |
| «Сосна Мафусаїл»       | 2831 р. до н. е. | 4842                           | Сосна довговічна Pinus longaeva                    | Округ Іньйо, Каліфорнія, США                               | Довгий час вважалося одним з найстаріших організмів планети але нові дослідження відкрили ще більш старих представників того самого виду Pinus longaeva | .     |
| ?                      | 1611 р. до н. е. | 3622                           | Фіцроя Fitzroya cupressoides                       | Національний парк Алерсе-Андіно, Лос-Лагос, Чилі           | [ 2 ] |       |
| CBR26                  | 1255 р. до н. е. | 3266                           | Секвоядендрон Sequoiadendron giganteum             | Сьєрра-Невада, Каліфорнія, США                             | [ 2 ] |       |
| D-21                   | 1209 р.до н. е.  | 3220                           | Секвоядендрон Sequoiadendron giganteum             | Сьєрра-Невада, Каліфорнія, США                             | [ 2 ] |       |
| D-23                   | 1064 р. до н. е. | 3075                           | Секвоядендрон Sequoiadendron giganteum             | Сьєрра-Невада, Каліфорнія, США                             | [ 2 ] |       |
| CMC 3                  | 1022 р. до н. е. | 3033                           | Секвоядендрон Sequoiadendron giganteum             | Сьєрра-Невада, Каліфорнія, США                             | [ 2 ] |       |
| Ялівець Скофільда      | 664 р. до н. е.  | 2675 /1998 рік/                | Ялівець західний Juniperus occidentalis            | Сьєрра-Невада, Каліфорнія, США                             | Мертвий. |       |
| CB-90-11               | 424 р. до н. е.  | 2435                           | Сосна астиста Pinus aristata                       | центр Колорадо, США                                        | [ 2 ] |       |
| Джая Шрі Маха Бодхі    | 288 р. до н. е.  | 2299                           | Фікус священний Ficus religiosa                    | Анурадхапура, Північно-Центральна провінція, Шрі-Ланка     | За легендами, він був вирощений з паростка, посадженого Буддою Дерева Бодхі, під яким Будда досяг просвітлення. Посаджено в 288 році до н.е.            |       |
| ?                      | 189 р. до н. е.  | 2200                           | Секвоя Sequoia sempervirens                        | Північна Каліфорнія, США                                   | [ 2 ] |       |
| Ялівець Беннетта       | 189 р. до н. е.  | 2200                           | Ялівець західний Juniperus occidentalis            | Сьєрра-Невада, Каліфорнія, США                             | [ 2 ] |       |
| SHP 7                  | 99 р. до н. е.   | 2110                           | Сосна Бальфура Pinus balfouriana                   | Сьєрра-Невада, Каліфорнія, США                             | [ 2 ] |       |
| ?                      | 94 р. н. е.      | 1917                           | Модрина Лаєля Larix lyallii                        | Кананаскіс-Кантрі, Альберта, Канада                        | [ 2 ] |       |
| CRE 175                | 122 р. н. е.     | 1889                           | Ялівець скельний Juniperus scopulorum              | Північ штату Нью-Мексико, США                              | [ 2 ] |       |
| Ялівець Майлза         | 201 р. н. е.     | 1810                           | Ялівець західний Juniperus occidentalis            | Сьєрра-Невада, Каліфорнія, США                             | [ 2 ] |       |
| ?                      | 235 р. н. е.     | 1776                           | Криптомерія Cryptomeria japonica                   | острів Якусіма, Японія                                     | [ 3 ] |       |
| ERE                    | 341 р. н. е.     | 1670                           | Сосна м'яка Pinus flexilis                         | Північна частина штату Нью-Мексико, США                    | [ 2 ] |       |
| RCR 1                  | 345 р. н. е.     | 1666                           | Сосна Бальфура Pinus balfouriana                   | Сьєрра-Невада, Каліфорнія, США                             | [ 2 ] |       |
| ?                      | 350 р. н. е.     | 1661                           | Сосна м'яка Pinus flexilis                         | Долина Саут-Парк, Колорадо, США                            | [ 2 ] |       |
| KET 3996               | 352 р. н. е.     | 1659                           | Сосна м'яка Pinus flexilis                         | Кетчум, Айдахо, США                                        | [ 2 ] |       |
| FL117                  | 358 р. н. е.     | 1653                           | Туя західна Thuja occidentalis                     | Онтаріо, Канада                                            | [ 2 ] |       |
| BBL 2                  | 362 р. н. е.     | 1649                           | Сосна Бальфура Pinus balfouriana                   | Сьєрра-Невада, Каліфорнія, США                             | [ 2 ] |       |
| ?                      | 375 р. н. е.     | 1636                           | Каллітропсіс нутканський Callitropsis nootkatensis | Острів Ванкувер, Канада                                    | [ 2 ] |       |
| BCK 69                 | 389 р. н. е.     | 1622                           | Таксодіум дворядний Taxodium distichum             | Блейден (округ, Північна Кароліна), Північна Кароліна, США | [ 2 ] |       |
| FL101                  | 444 р. н. е.     | 1567                           | Туя західна Thuja occidentalis                     | Онтаріо, Канада                                            | [ 2 ] |       |
| Дуб Вардана Мамиконяна | 451 р. н. е.     | 1524/1975                      | Дуб Quercus                                        | Тавуш, Вірменія                                            | Дуб відомий тим, що особисто посаджений головнокомандувачем вірменської армії Варданом Мамиконяном перед Аварайрською битвою 26 травня 451 р. н. е.     |       |
| ?                      | 469 р. н. е.     | 1542                           | Сосна м'яка Pinus flexilis                         | центральний Колорадо, США                                  | [ 2 ] |       |

## Клональні рослини
Рослини, які є вегетативною частиною давніх дерев (розмножені не статевим шляхом, зберігаючи ідентичний генетичний матеріал прародича). Клональна колонія може бути зв'язана в єдине ціле і становити величезну живу масу. Більшість можуть і не мати зв'язку через кореневу систему, але мають генетично ідентичний організм, населений на відповідному відрізку місцевості шляхом вегетативного розмноження. Вік цих рослин є приблизним за даними численних досліджень і дендрологічних висновків.
| Ім'я          | Вік (років)        | Вид                                 | Місцезнаходження                      | Примітки |
| ------------- | ------------------ | ----------------------------------- | ------------------------------------- | --- |
| Пандо         | 80 000 — 1 000 000 | Populus tremuloides                 | Національний ліс Фішлейк, Юта, США    | Простягається на 46 гектарів і нараховує близько 47 000 рослин (середній вік — близько 130 років), які відмирали і знов відновлювались із спільної кореневої системи. Загальна маса цієї колонії становить близько 6000 тон.    |
| Дуб Джурупа   | 13 000             | Дуб Палмера Quercus palmeri         | Гори Джурупа, Каліфорнія, США         | Quercus palmeri Engelm. = Quercus dunnii Kellogg. |
| Старий Тікко  | 9550               | Ялина звичайна Picea abies          | Фулуф'єлет, провінція Даларна, Швеція | Надземна частина дерева живе не більше 600 років, проте вік кореневої системи був встановлений за допомогою радіовуглецевого методу і генетичного аналізу. Також, в горах Фулу було знайдено 20 ялинок віком більше 8000 років. |
| Старий Расмус | 9500               | Ялина звичайна Picea abies          | Гер'єдален, Швеція                    | [ 13 ] |
| ?             | 3000 — 10 000      | сосни Хуон Lagarostrobos franklinii | Гори Рід, Тасманія, Австралія         | Декілька чоловічих рослин, розмножуються вегетативно. Хоча вік окремих рослин становить від 3 до 4 тисяч років, вік колонії становить близько 10 тисяч років.                                                                   |

## Старі дерева з приблизним віком
| Ім'я                                        | Вік (років) | Вид                                           | Місцезнаходження                             | Примітки |
| ------------------------------------------- | ----------- | --------------------------------------------- | -------------------------------------------- | --- |
| Тис Ллангернив                              | 4000        | Тис ягідний Taxus baccata                     | Ллангернив, північний Уельс, Велика Британія | [ 17 ] |
| Сарв-є-Абарку                               | 4000        | Кипарис Cupressus sempervirens                | Абарку, (остан), Іран                        | Також його називають «Зороастрийський сарв». |
| Тисбурський Тис                             | 4000        | Тис ягідний Taxus baccata                     | Тисбури, Велика Британія                     | [ 20 ] |
| Сенатор                                     | 3500        | Кипарис прудовий Taxodium ascendens           | Лонгвуд, Флорида, США                        | [ 21 ] |
| Святе дерево Алишань                        | 3000        | Кипарис тайванський Chamaecyparis formosensis | Алишань, Цзяи, Тайвань                       | Знищений потужними дощами 1 червня 1997 року. |
| Дерево Кормака                              | 3000        | Маслина європейська Olea europaea             | Сардинія, Італія                             | [ 23 ] |
| Патріарх Лісу (порт. Patriarca da Floresta) | 3000        | Cariniana legalis                             | Бразилія                                     | Ймовірно, одна з найстаріших не хвойних рослин в Бразилії. |
| Маслина Лоуреш                              | 2850        | Маслина європейська Olea europaea             | Лоуреш, Португалія                           | Величне масличне дерево, ймовірно — останнє з великого масличного гаю. Вивчалось и класифіковано Portuguese National Forest Authority як дерево суспільного значення; Tree ID |
| -                                           | 2850        | Маслина європейська Olea europaea L.          | Лореш, Лісабон, Португалія                   | [ 24 ] |
| Велка криптометрія Каяно                    | 2300        | Криптомерія Cryptomeria japonica              | Яманака Онсен, Ісикава, Японія               | Досягає в обхваті 9,6 метрів. Це одне з чотирьох священних дерев Дзиндзя. |
| Дземон Суги                                 | 2170 — 7200 | Криптомерія Cryptomeria japonica              | Якусіма, Японія                              | 16,4 метра в обхваті. Точне датування неможливе, бо зігнила серцевина стовбура. Назва пов'язана з доісторичним періодом Дземон.                                               |
| Балліконельський тис                        | 2000—5000   | Тис ягідний Taxus baccata                     | Балліконнелл, Ірландія                       | |
| Фортингольський тис                         | 2000—5000   | European yew Taxus baccata                    | Фортинголл, Пертшир, Шотландія               | |
| Маслина Воувес                              | 2000—5000   | Маслина європейська Olea europaea             | Колімвари, Крит, Греція                      | Найстарша маслина в світі. |
| Каштан сотні коней                          | 2000—4000   | Каштан їстівний Castanea sativa               | Сицилія                                      | |
| Те Матуа Нгаере                             | 2000—3000   | Агатіс південний Agathis australis            | Ліс Вайпуа, Нортленд, Нова Зеландія          | Найстаріше дерево в Новій Зеландії. Назва переводиться як 'Батько Лісу'. |
| Анкервікський тис                           | 2000—2500   | Тис ягідний Taxus baccata                     | Беркшир, Велика Британія                     | Історики сходяться в думках, що це найбільш ймовірне місце підписання Великої Хартії Вольностей 15 червня 1215 ріка.                                                          |
| Леді Воля (англ. Lady Liberty)              | 2000        | Таксодіум дворядний Taxodium distichum        | Лонгвуд, Флорида, США                        | Інколи його називають також «деревом-супутником». |
| Схторашен Танджре                           | 2000        | Платан східний Platanus orientalis            | Схторашен, Нагірно-Карабаська Республіка     | Найстаріше дерево в НКР. Стовбур всередині порожній, тому підрахування щорічних циклічних кілець є неможливою.                                                                |
| Стара Маслина                               | 2000        | Маслина європейська Olea europaea             | Стари Бар, Бар, Чорногорія                   | |
| Великий Дуб Печагна                         | 2000        | Дуб Quercus agrifolia                         | Темекула, Каліфорнія, США                    | Найстарший дуб в США. |
| ?                                           | 2000        | Маслина європейська Olea europaea             | Тавіра, Алгарве, Португалія                  | Найстаріше дерево в Португалії. |
| ?                                           | 2000        | Маслина європейська Olea europaea             | Закінф, Греція                               | [ 31 ] |
| Гранітний дуб                               | 1700        | Дуб черешчатий Quercus robur                  | Пловдив, Болгарія                            | |
| ?                                           | 1500        | Глід одноматочковий Crataegus monogyna        | Сен-Марс-сюр-ла-Футе, Маєнн, Франція         | |
| Конгеєген                                   | 1500        | Дуб черешчатий Quercus robur                  | Jægerspris Nordskov, Зеландія, Данія         | |
| Дуб Ангела                                  | 1500        | Дуб вірджинський Quercus virginiana           | Чарльстон, Південна Кароліна, США            | |
| Дуб Семи Сестер                             | 1500        | Дуб вірджинський Quercus virginiana           | Мандевілл, Луїзіана, США                     | |
| Стелмузький дуб                             | 1500        | Дуб черешчатий Quercus robur                  | Стельмуж, Зарасайський район, Литва          | Найстаріше дерево Балтики. |
| Ялівець Джардин                             | 1500        | Ялівець скелястий                             | Каньйон Логан, Юта,США                       | [ 32 ] |
| Тисо-самшитовий гай                         | 2000        | Тис ягідний Taxus baccata                     | Сочі, Краснодарський край                    | |
| Дерево Туле                                 | 1433—1600   | Таксодіум мексиканський Taxodium mucronatum   | Санта-Марія-дель-Туле, Оахака, Мексика       | |